# 安宅冬康

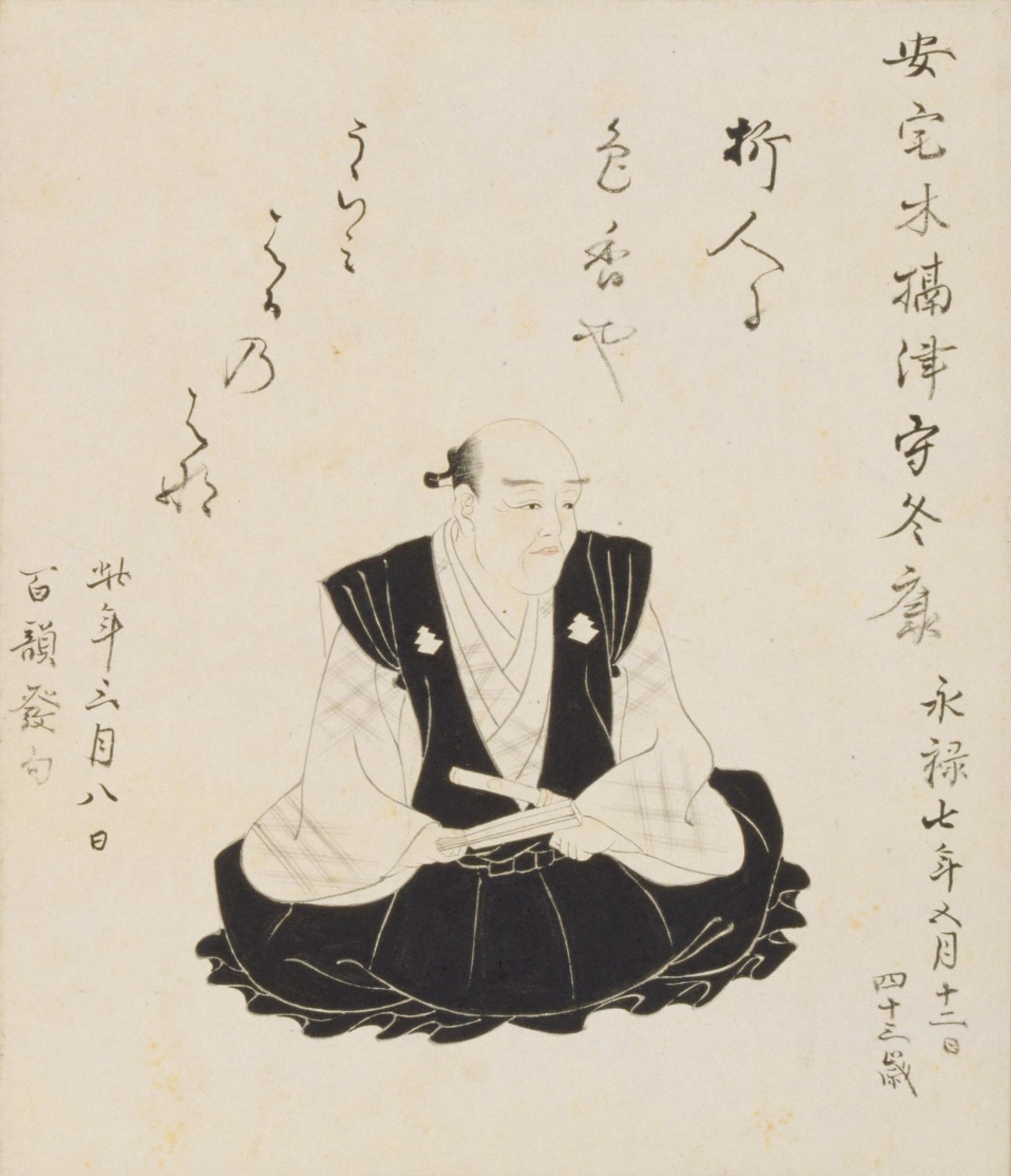
安宅冬康

安宅冬康（1528年—1564年5月9日），日本戰國時代的武将，三好長慶之弟。

## 生涯
享禄元年（1528年）出生，為細川晴元重臣三好元長的三男。兄長為三好長慶及三好義賢，弟弟為十河一存及野口冬長。
安宅氏是以淡路島為中心活動的一支水軍，冬康受兄長三好長慶的命令成為安宅氏當主安宅治興的養子，後來繼承了安宅家，在三好長慶率領攝津・河内・和泉等地兵力、三好義賢率領阿波眾、冬康率領淡路眾、弟弟十河一存率領讚岐眾的體制下，轉戰各地，並控制了大阪灣。由於為人穩重、仁慈，因此備受人望。
永祿元年（1558年）參加北白川之戰、永祿5年（1562年）3月安宅冬康參與了三好氏與畠山高政之間的久米田之戰，在其兄三好義賢戰死後撤回了阿波，於6月再度出戰，並在教興寺之戰中擊敗畠山高政。
經歷了其弟十河一存於永祿4年（1561年）病故（亦有暗殺、墜馬說），二哥三好義賢於永祿5年（1562年）戰死，長慶嫡子三好義興於永祿6年（1563年）暴死等事件後，做為三好一族的殘存者盡力輔助其大哥三好長慶。然而永祿7年（1564年）5月9日卻被長慶召至居城飯盛山城並迫其自殺，隨從18人也都被殺，享年37，其子安宅信康繼承了安宅水軍。
長慶誅殺冬康的原因眾說紛紜，包括松永久秀進讒言、長慶怕冬康的人望會影響三好義繼繼承家督的權威、長慶晚年長期鬱病而有被害妄想等等說法。

## 人物・逸話
冬康的性格穩健且溫和，與血氣方剛且酷愛殺戳的其兄相反，曾以「鈴虫でさえ大事に育てれば長生きする」（就算是鈴蟲只要小心的養育也能長壽）勸其兄不要做無謂的殺生。這樣子的性格讓長慶另眼相看，故在兄弟死後立刻成為三好家的重要支柱。
由於冬康之死可能為松永久秀的讒言所致，知道實情後的長慶在精神上更加的衰弱（據說更罹患憂鬱症）。安宅冬康在5月9日自殺後，長慶跟著在7月4日病歿，冬康之死無疑是壓垮三好家的最後一根稻草。
據說戰國時代著名的戰船、安宅船的名稱就來自安宅冬康的水軍。 
冬康也是位通曉和歌及書法的文化人，有多首和歌留傳後世，代表作為「古を　記せる文の　後もうし　さらずばくだる　世ともしらじを」，從中可見冬康的溫和性格。
『南海治亂記』記載「三好長慶為智謀勇才兼具、制霸天下之才、豐前入道實休（義賢）為善於謀國之謀將、十河左衛門督一存為挫敗大敵之無雙勇將、安宅攝津守冬康為心懷國家之仁將」。